# Nadżi al-Ali

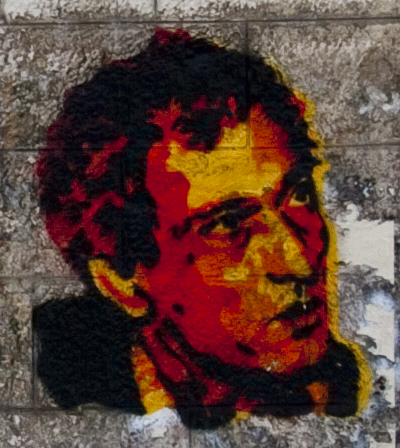
Portret Nadżiego na murze w Ramallah (2012)

Nadżi Salim al-Ali (arab. ناجي سليم العلي, ur. w 1937 r. w Asz-Szadżarze, Palestyna, zm. 29 sierpnia 1987 w Londynie) – palestyński rysownik, któremu sławę przyniosły rysunki wyrażające krytykę wobec polityki Izraela. Jest autorem ponad 40 tys. rysunków, w których odzwierciedlała się opinia Palestyńczyków i Arabów i które stanowiły krytyczny komentarz na temat polityki palestyńskiej i arabskiej. Największy rozgłos przyniosła mu stworzona przez niego postać Hanzali, chłopca obserwującego aktualne wydarzenia polityczne, który stał się również symbolem palestyńskiego oporu. 22 lipca 1987 przed londyńską siedzibą kuwejckiej gazety Al-Kabas („Żagiew”), dla której tworzył satyryczne rysunki polityczne, Nadżi al-Ali został postrzelony w twarz. Zmarł w wyniku ran pięć tygodni później w szpitalu Charing Cross.

## Dzieciństwo i młodość
Nadżi al-Ali urodził się w 1937 r. w północnej Palestynie, we wsi Asz-Szadżara leżącej między Tyberiadą a Nazaretem, na miejscu której obecnie znajduje się izraelski moszaw Ilanijja. Po wypędzeniu Palestyńczyków w 1948 r. udał się wraz z rodziną na południe Libanu i zamieszkał w obozie dla uchodźców Ajn al-Hilwa koło Sydonu, gdzie uczył się w szkole należącej do Unii Kościołów Chrześcijańskich. Po zdobyciu dyplomu przez pewien czas pracował w sadownictwie w okolicach Sydonu, następnie przeniósł się do Trypolisu, gdzie przez dwa lata uczył się w szkole zawodowej.
Z czasem przeniósł się do Bejrutu, gdzie zamieszkał w namiocie w obozie Szatila, imając się różnych robót. W 1957 r., zdobywszy uprawnienia mechanika samochodowego, wyjechał do Arabii Saudyjskiej, gdzie pracował przez dwa lata.

## Kariera rysownicza i dziennikarska
W 1959 r. Nadżi al-Ali wrócił do Libanu i przystąpił do Arabskiego Ruchu Narodowego (ARN), z którego jednak był usuwany czterokrotnie w ciągu jednego roku za nieprzestrzeganie dyscypliny partyjnej. Na ścianach więzień libańskich rysował swoje pierwsze rysunki. W latach 1960–1961 wraz z kolegami z ARN wydawał pismo polityczne As-Sarcha („Krzyk”).
W 1960 r. podjął studia na Libańskiej Akademii Sztuk Pięknych, które musiał jednak przerwać, wkrótce został bowiem aresztowany z powodów politycznych. Po zwolnieniu przeniósł się do Tyru, gdzie podjął pracę jako nauczyciel rysunku.
Pierwsze prace artysty, wraz z artykułem towarzyszącym, opublikował w piśmie Al-Hurrijja („Wolność”) (nr 88 z 25 września 1961 r.) Ghassan Kanafani, palestyński pisarz i działacz polityczny, który zapoznał się z rysunkami Al-Alego podczas wizyty w Ajn al-Hilwa.
W celu zdobycia pieniędzy na studia w Kairze lub Rzymie w 1963 r. Nadżi al-Ali wyjechał do Kuwejtu. Pracował tam jako redaktor, grafik i rysownik dla panarabskiej gazety At-Tali'a („Awangarda”), a od 1968 r. dla dziennika As-Sijasa („Polityka”). W tym czasie kilkakrotnie powracał do Libanu. W 1974 r. rozpoczął pracę dla libańskiej gazety As-Safir, dzięki czemu mógł wrócić do Libanu na czas dłuższy. Podczas izraelskiej inwazji na Liban w 1982 r. został, wraz z innymi mieszkańcami Ajn al-Hilwa, zatrzymany na pewien czas przez wojsko okupacyjne. W 1983 r. ponownie udał się do Kuwejtu, gdzie zaczął pracować dla gazety Al-Kabas. W 1985 r. został stamtąd wydalony pod naciskiem sąsiedniej Arabii Saudyjskiej i przeniósł się do Londynu. Aż do śmierci pracował w tamtejszej redakcji międzynarodowej edycji tej gazety.
W 1984 r. The Guardian nazwał go „tym, który najwierniej wyraża arabską opinię publiczną”.

## Twórczość, poglądy i nagrody
Jako rysownik uprawiający satyrę polityczną Nadżi al-Ali stworzył ponad 40 tys. rysunków. W większości dotyczą one losu narodu palestyńskiego, obrazując ich cierpienie i opór oraz stanowiąc ostrą krytykę państwa Izrael, nielegalnej okupacji izraelskiej oraz przywódców palestyńskich i arabskich. Al-Ali był przeciwny wszelkim osiedlom, które naruszały prawo Palestyńczyków do całej historycznej Palestyny, i sprzeciw ten przejawiał się często w jego rysunkach. W odróżnieniu od wielu innych rysowników uprawiających satyrę polityczną w swoich rysunkach Al-Ali nie umieszczał konkretnych polityków.
Nadżi al-Ali wydał trzy zbiory swoich rysunków (w latach 1976, 1983 i 1985), przed śmiercią przygotowywał kolejny.
W 1979 r. został wybrany na przewodniczącego Związku Rysowników Arabskich. W 1979 i 1980 r. otrzymał pierwsze nagrody na wystawach rysowników arabskich w Damaszku. Pośmiertnie, w 1988 r., Międzynarodowa Federacja Wydawców Prasowych przyznała ma „Złote Pióro Wolności”.

## Hanzala
Hanzala (arab. حنظلة), który po raz pierwszy pojawił się w 1969 r. na łamach kuwejckiej gazety As-Sijasa, jest najsłynniejszą postacią stworzoną przez Nadżiego al-Alego. Wyraz hanzala oznacza po arabsku kolokwintę, roślinę z rodziny dyniowatych, która w poezji arabskiej jest symbolem goryczy, smutku i cierpienia. Hanzala to dziesięcioletni chłopak, który od 1973 r. występuje odwrócony do widza tyłem i z rękami założonymi za plecami. Według słów samego Al-Alego dziesięciolatek symbolizuje wiek, w którym artysta musiał opuścić ojczyznę, i w którym postanawia pozostać, póki do niej nie wróci. Jego postawa symbolizuje brak akceptacji dla „rozwiązań z zewnątrz”. Hanzala ma na sobie znoszone ubranie i jest bosy – co ma oznaczać jego związek z biednymi i uciśnionymi. Na późniejszych rysunkach nie jest już tylko obserwatorem, lecz bierze czynny udział w wydarzeniach.
Hanzala stał się znakiem rozpoznawczym Nadżiego al-Alego oraz symbolem palestyńskiej tożsamości i palestyńskiego oporu. Jest także internetową maskotką Zielonego Ruchu w Iranie. Al-Ali powiedział o Hanzali: „Ta istota, którą wymyśliłem, niewątpliwie mnie przeżyje. Może nie przesadzę nawet, jeśli powiem, że dzięki niemu będę żyć po mojej śmierci”.

## Inne postacie i motywy
Inne znane postacie występujące w rysunkach Al-Alego to chudy, wymęczony mężczyzna symbolizujący Palestyńczyków opierających się izraelskiemu uciskowi i innym wrogim siłom, oraz gruby mężczyzna symbolizujący arabskich i palestyńskich przywódców wiodących wygodne życie i godzących się na polityczne kompromisy, którym autor gwałtownie się sprzeciwiał. W twórczości Al-Alego częste są także motywy ukrzyżowania (symbolizującego cierpienie Palestyńczyków) i miotania kamieni (opór zwykłych ludzi).

## Śmierć w wyniku zamachu
Nadal nie wiadomo, kto strzelał do Nadżiego al-Alego przed londyńską siedzibą kuwejckiej gazety Al-Kabas 22 lipca 1987, raniąc go w prawą skroń. Al-Ali pozostał nieprzytomny do chwili zgonu 29 sierpnia 1987 r. Jego wolą było, by po śmierci spocząć w Ajn al-Hilwa, obok ojca, nie było to jednak wykonalne i pochowano go na cmentarzu Brookwood pod Londynem. Po zamachu londyńska policja zatrzymała Isma'ila Suwana, 28-letniego Palestyńczyka pracującego na Uniwersytecie Hull, w którego mieszkaniu znalazła kryjówkę z bronią, według policji przeznaczoną do przeprowadzania ataków terrorystycznych w Europie. Suwanowi postawiono jedynie zarzut nielegalnego posiadania broni i materiałów wybuchowych. Z początku policja twierdziła, że Suwan jest członkiem Organizacji Wyzwolenia Palestyny, choć sama OWP zaprzeczyła, by miała z nim jakikolwiek związek.
Z czasem Sawan zeznał, że pracował dla OWP i izraelskiego Mosadu, który miał wiedzieć o planach zamordowania rysownika. Mossad odmówił przekazania stosownych informacji wywiadowi brytyjskiemu, w wyniku czego Brytyjczycy wydalili z kraju co najmniej jednego dyplomatę izraelskiego. Oburzona premier Margaret Thatcher nakazała zamknięcie londyńskiej bazy Mosadu na ulicy Kensington Palace Gardens.